# Міст шпигунів
«Міст шпигунів» (англ. Bridge of Spies) — американський драматичний трилер режисера та продюсера Стівена Спілберга, що вийшов 2015 року. У головних ролях Том Генкс, Марк Райленс, Емі Раян, Алан Алда. Стрічку знято на основі реальних подій про обмін американського і радянського шпигунів.
Вперше у США фільм продемонстрували 16 жовтня 2015 року, а в Україні — 3 грудня 2015 року.

## Сюжет
Холодна війна між США і СРСР у розпалі. 1 травня 1960 року над радянським містом Свердловськ було збито американський розвідувальний літак U-2, а його пілота спіймано. Для обміну пілота Френсіса Гері Пауерса на впійманого радянського шпигуна Рудольфа Абеля у Східний Берлін Штати відряджають бруклінського адвоката Джеймса Б. Донована.

## У ролях
| Актор                 | Роль                                                                             |
| --------------------- | -------------------------------------------------------------------------------- |
| Том Генкс             | Джеймс Б. Доновен, адвокат                                                       |
| Марк Райленс          | Рудольф Абель, радянський шпигун                                                 |
| Емі Раян              | Мері МакКена Доновен, дружина Джеймса                                            |
| Алан Алда             | Томас Воттерс                                                                    |
| Остін Стовелл         | Френсіс Гері Пауерс, американський льотчик                                       |
| Себастьян Кох         | Вольфґанґ Фоґель, адвокат, громадський діяч НДР, посередник при обміні шпигунами |
| Едвард Джеймс Гайленд | Ерл Воррен, голова Верховного Суду США                                           |
| Пітер Макроббі        | Аллен Даллес, директор ЦРУ                                                       |
| Стівен Кункен         | Вільям Томпкінс                                                                  |
| Ів Г'юсон             | Керол Доновен                                                                    |
| Джессі Племенс        | Джо Мерфі                                                                        |
| Доменік Ломбардоззі   | Бласко, агент                                                                    |
| Джошуа Гарто          | Бейтс                                                                            |
| Ноа Шнапп             | Роджер Донован                                                                   |
| Михайло Горевий       | Іван Олександрович Шишкін, радянський дипломат                                   |

### Дублювання українською мовою
Дублювання українською мовою зроблено студією «Postmodern». Переклад здійснено Олексою Негребецьким, режисером дубляжу була Катерина Брайковська, звукорежисер — Олександр Мостовенко.
Ролі озвучили: Олег Лепенець, Михайло Войчук, Матвій Ніколаєв, Богдан Бенюк, Дмитро Толяренко, Максим Кондратюк, Антоніна Хижняк, Дмитро Сова, Андрій Соболєв, Валерій Шептекіта, Юрій Сосков, Роман Чорний, Олена Бліннікова, Дмитро Терещук, Володимир Терещук, Максим Чумак, Олена Зіменко та інші.

## Знімальна група
Кінорежисер — Стівен Спілберг, сценаристами були Метт Чарман, Етан Коен і Джоел Коен, кінопродюсерами — Стівен Спілберг, Крісті Макоско Кріґер і Марк Платт, виконавчі продюсери — Джонатан Кінґ Даніель Лупі, Джефф Скол і Адам Сомнер. Композитор: Томас Ньюмен, кінооператор — Януш Камінські, кіномонтаж: Майкл Кан. Підбір акторів — Еллен Льюїс і Джоанна Раґвіц, художник-постановник: Адам Штокхаузен, артдиректори: Марко Біттнер Россер, Скотт Дуґан, Кім Дженнінґс і Аня Мюллер, художник по костюмах — Кася Валіцка-Маймон.

## Сприйняття

### Оцінки
Станом на 12 серпня 2015 року рейтинг очікування фільму на сайті Rotten Tomatoes становив 97 % із 2 934 голосів, середня оцінка 4,4/5.
Фільм отримав схвальні відгуки: Rotten Tomatoes дав оцінку 91 % на основі 247 відгуків від критиків (середня оцінка 7,8/10) і 87 % від глядачів зі середньою оцінкою 4,1/5 (57 167 голосів). Загалом на сайті фільми має схвальний рейтинг, фільму зарахований «стиглий помідор» від кінокритиків і «попкорн» від глядачів, Internet Movie Database — 7,7/10 (122 240 голосів), Metacritic — 81/100 (48 відгуків критиків) і 7,3/10 від глядачів (363 голоси). Загалом на цьому ресурсі від критиків і від глядачів фільм отримав позитивні відгуки.

### Касові збори
Під час показу в Україні, що розпочався 3 грудня 2015 року, протягом першого тижня на фільм було продано 40 806 квитків, фільм був показаний у 135 кінотеатрах і зібрав 2 686 382₴, або ж 116 294 $, що на той час дозволило йому зайняти 2 місце серед усіх прем'єр. Показ в Україні тривав 7 тижнів і за цей час фільм зібрав 281 690$.
Під час показу у США, що розпочався 16 жовтня 2015 року, протягом першого тижня фільм був показаний у 2 811 кінотеатрах і зібрав 15 371 203 $, що на той час дозволило йому зайняти 3 місце серед усіх прем'єр. Станом на 25 лютого 2016 року показ фільму триває 133 дні (19 тижнів), зібравши за цей час у прокаті у США 72 232 773 долари США, а у решті світу 92 103 757 $ (за іншими даними 89 200 000 $), тобто загалом 164 336 530 доларів США (за іншими даними 161 432 773 $) при бюджеті 40 млн доларів США.

### Нагороди та номінації
Стрічка отримала 119 номінацій, з яких перемогла у 30.
| Деякі нагороди і номінації фільму «Міст шпигунів» | Деякі нагороди і номінації фільму «Міст шпигунів»  | Деякі нагороди і номінації фільму «Міст шпигунів»                               | Деякі нагороди і номінації фільму «Міст шпигунів»      | Деякі нагороди і номінації фільму «Міст шпигунів» | Деякі нагороди і номінації фільму «Міст шпигунів» |
| Рік                                               | Кінопремія / Кінофестиваль                         | Категорія / Нагорода                                                            | Номінант                                               | Результат                                         | Дж                                                |
| ------------------------------------------------- | -------------------------------------------------- | ------------------------------------------------------------------------------- | ------------------------------------------------------ | ------------------------------------------------- | ------------------------------------------------- |
| 2015                                              | Кінопремія Голлівуду                               | Найкраща операторська робота                                                    | Януш Камінські                                         | Перемога                                          | [ 24 ]                                            |
| 2015                                              | Кінопремія Голлівуду                               | Найкращий звук до фільму                                                        | Гері Рідстром                                          | Перемога                                          | [ 24 ]                                            |
| 2015                                              | Спільнота кінокритиків Нью-Йорка                   | Найкращий актор другого плану                                                   | Марк Райленс                                           | Перемога                                          | [ 25 ]                                            |
| 2016                                              | 73-тя церемонія вручення нагороди «Золотий глобус» | Найкраща акторська гра другого плану в драматичному фільмі, комедії або мюзиклі | Марк Райленс                                           | Номінація                                         | [ 26 ]                                            |
| 2016                                              | 69-та церемонія вручення нагороди БАФТА            | Найкращий фільм                                                                 | стрічка                                                | Номінація                                         | [ 27 ] [ 28 ]                                     |
| 2016                                              | 69-та церемонія вручення нагороди БАФТА            | Найкращий режисер                                                               | Стівен Спілберг                                        | Номінація                                         | [ 27 ] [ 28 ]                                     |
| 2016                                              | 69-та церемонія вручення нагороди БАФТА            | Найкраща чоловіча роль другого плану                                            | Марк Райленс                                           | Перемога                                          | [ 27 ] [ 28 ]                                     |
| 2016                                              | 69-та церемонія вручення нагороди БАФТА            | Найкращий оригінальний сценарій                                                 | Метт Чарман, Етан Коен і Джоел Коен                    | Номінація                                         | [ 27 ] [ 28 ]                                     |
| 2016                                              | 69-та церемонія вручення нагороди БАФТА            | Найкраща операторська робота                                                    | Януш Камінський                                        | Номінація                                         | [ 27 ] [ 28 ]                                     |
| 2016                                              | 69-та церемонія вручення нагороди БАФТА            | Найкраща музика до фільму                                                       | Томас Ньюман                                           | Номінація                                         | [ 27 ] [ 28 ]                                     |
| 2016                                              | 69-та церемонія вручення нагороди БАФТА            | Найкращий звук                                                                  | Річард Гімнс, Дрю Кунін, Енді Нельсон і Гері Райдстром | Номінація                                         | [ 27 ] [ 28 ]                                     |
| 2016                                              | 69-та церемонія вручення нагороди БАФТА            | Найкраща робота художника-постановника                                          | Рена ДеАндежло і Адам Штокгаузен                       | Номінація                                         | [ 27 ] [ 28 ]                                     |
| 2016                                              | 69-та церемонія вручення нагороди БАФТА            | Найкращий монтаж                                                                | Майкл Кан                                              | Номінація                                         | [ 27 ] [ 28 ]                                     |
| 2016                                              | 88-ма церемонія вручення нагороди «Оскар»          | Найкращий фільм                                                                 | стрічка                                                | Номінація                                         | [ 29 ] [ 30 ]                                     |
| 2016                                              | 88-ма церемонія вручення нагороди «Оскар»          | Найкращий актор другого плану                                                   | Марк Райленс                                           | Перемога                                          | [ 29 ] [ 30 ]                                     |
| 2016                                              | 88-ма церемонія вручення нагороди «Оскар»          | Найкращий оригінальний сценарій                                                 | Метт Чарман, Ітан Коен, Джоел Коен                     | Номінація                                         | [ 29 ] [ 30 ]                                     |
| 2016                                              | 88-ма церемонія вручення нагороди «Оскар»          | Найкраща музика до фільму                                                       | Томас Ньюмен                                           | Номінація                                         | [ 29 ] [ 30 ]                                     |
| 2016                                              | 88-ма церемонія вручення нагороди «Оскар»          | Найкращий звук                                                                  | Енді Нельсон, Ґері Рідстром, Дрю Кунин                 | Номінація                                         | [ 29 ] [ 30 ]                                     |
| 2016                                              | 88-ма церемонія вручення нагороди «Оскар»          | Найкращий виробничий дизайн                                                     | Ріна ДеАнджело, Бернгард Генрік, Адам Стокгаузен       | Номінація                                         | [ 29 ] [ 30 ]                                     |
| 2016                                              | Премія «Давид ді Донателло»                        | Найкращий фільм                                                                 | стрічка                                                | Перемога                                          |                                                   |

## Музика
Музику до фільму «Міст шпигунів» написав Томас Ньюман, саундтрек був випущений 16 жовтня 2015 року лейблом Hollywood Records.
| Список треків | Список треків                  | Список треків |
| #             | Назва                          | Тривалість    |
| ------------- | ------------------------------ | ------------- |
| 1.            | «Hall of Trade Unions, Moscow» | 0:43          |
| 2.            | «Sunlit Silence»               | 4:04          |
| 3.            | «Ejection Protocol»            | 1:56          |
| 4.            | «Standing Man»                 | 2:11          |
| 5.            | «Rain»                         | 1:21          |
| 6.            | «Lt. Francis Gary Powers»      | 3:04          |
| 7.            | «The Article»                  | 1:36          |
| 8.            | «The Wall»                     | 2:14          |
| 9.            | «Private Citizen»              | 1:35          |
| 10.           | «The Impatient Plan»           | 1:35          |
| 11.           | «West Berlin»                  | 1:12          |
| 12.           | «Friedrichstrasse Station»     | 1:20          |
| 13.           | «Glienicke Bridge»             | 10:51         |
| 14.           | «Homecoming»                   | 7:46          |
| 15.           | «Bridge of Spies (End Title)»  | 6:57          |
| 48:32         |                                |               |

### Виноски
1. 1 2 3 4 5 6 7 8 9  http://www.bbfc.co.uk/releases/bridge-spies-film
2. ↑  http://www.imdb.com/title/tt3682448/
3. 1 2 3 4 5 6 7 8 9 10 11 12 13 14 15 16 17 18 19 20 21 22 23 24 25 26 27 28 29 30 31 32 33 34 35 36 37 38 39 40 41  Person Profile // Internet Movie Database — 1990.
4. ↑  https://www.filmaffinity.com/en/film255419.html
5. 1 2  http://www.allocine.fr/film/fichefilm_gen_cfilm=228473.html
6. 1 2 3 4 5 6 7 8 9 10 11 12 13 14 15 16 17 18  ČSFD — 2001.
7. ↑  film-dienst — 1947. — ISSN 0720-0781
8. 1 2  Bridge of Spies: Release Info (англ.). Internet Movie Database. Архів оригіналу за 15 червня 2015. Процитовано 12 серпня 2015.
9. 1 2  Міст шпигунів. Kino-teatr.ua. Архів оригіналу за 5 грудня 2015. Процитовано 12 серпня 2015.
10. 1 2  Pamela McClintock (13 жовтня 2015). Box-Office Preview: 'Goosebumps' Could Out-Spook 'Crimson Peak,' 'Bridge of Spies' (англ.). The Hollywood Reporter. Архів оригіналу за 11 грудня 2015. Процитовано 16 жовтня 2015.
11. 1 2 3 4  Bridge of Spies (англ.). Box Office Mojo. Архів оригіналу за 27 травня 2015. Процитовано 29 лютого 2016.
12. 1 2 3 4  Bridge of Spies (2015) (англ.). The Numbers. Архів оригіналу за 7 березня 2016. Процитовано 29 лютого 2016.
13. ↑  Bridge of Spies (2015) (англ.). AllMovie. Архів оригіналу за 22 жовтня 2015. Процитовано 16 жовтня 2015.
14. ↑  Юлія Купріна (3 грудня 2015). Прем'єри тижня: «Новітній заповіт» і «Міст шпигунів». Forbes.ua. Архів оригіналу за 3 грудня 2015. Процитовано 3 грудня 2015.
15. ↑  Bridge of Spies (англ.). Postmodern LLC. Архів оригіналу за 27 грудня 2015. Процитовано 27 грудня 2015.
16. ↑  Bridge of Spies: Full Cast & Crew (англ.). Internet Movie Database. Архів оригіналу за 15 червня 2015. Процитовано 12 серпня 2015.
17. ↑  Bridge of Spies (англ.). Rotten Tomatoes. Архів оригіналу за 15 листопада 2015. Процитовано 29 лютого 2016.
18. ↑  Bridge of Spies (англ.). Internet Movie Database. Архів оригіналу за 25 листопада 2018. Процитовано 29 лютого 2016.
19. ↑  Bridge of Spies (англ.). Metacritic. Архів оригіналу за 29 жовтня 2015. Процитовано 29 лютого 2016.
20. 1 2  Бокс-Офіс 49: Море манить. Kino-teatr.ua. Архів оригіналу за 20 серпня 2016. Процитовано 10 лютого 2016.
21. 1 2  Bridge of Spies — Ukraine Weekend Box Office (англ.). Box Office Mojo. Архів оригіналу за 17 серпня 2016. Процитовано 10 лютого 2016.
22. 1 2  Ukraine Box Office for Bridge of Spies (2015) (англ.). The Numbers.com. Архів оригіналу за 16 серпня 2016. Процитовано 10 лютого 2016.
23. ↑  Bridge of Spies: Awards (англ.). Internet Movie Database. Архів оригіналу за 29 листопада 2016. Процитовано 15 жовтня 2016.
24. ↑  Scott Feinberg (26 жовтня 2015). Hollywood Film Awards: 'Hateful Eight' Cast Tapped for Ensemble Honor (Exclusive) (англ.) . The Hollywood Reporter. Архів оригіналу за 19 березня 2016. Процитовано 2 грудня 2015.
25. ↑  Hilary Lewis (2 грудня 2015). 'Carol' Named Best Picture by New York Film Critics Circle (англ.) . The Hollywood Reporter. Архів оригіналу за 4 грудня 2015. Процитовано 2 грудня 2015.
26. ↑  Golden Globes 2016: full list of winners (англ.). The Guardian. 10 січня 2016. Архів оригіналу за 5 лютого 2016. Процитовано 10 лютого 2016.
27. ↑  Bafta Film Awards 2016: Nominations (англ.). BBC. 8 січня 2016. Архів оригіналу за 7 лютого 2016. Процитовано 10 лютого 2016.
28. ↑  Bafta Film Awards 2016: Winners (англ.). BBC. 14 лютого 2016. Архів оригіналу за 15 лютого 2016. Процитовано 15 лютого 2016.
29. ↑  THR Staff (14 січня 2016). Oscar Nominations: The Complete List (англ.). The Hollywood Reporter. Архів оригіналу за 1 лютого 2016. Процитовано 10 лютого 2016.
30. ↑  THR Staff (28 лютого 2016). Oscars: The Complete Winners List (англ.) . The Hollywood Reporter. Архів оригіналу за 29 лютого 2016. Процитовано 29 лютого 2016.
31. ↑  Thomas Newman. Bridge of Spies (Original Motion Picture Soundtrack) (англ.). Allmusic. Архів оригіналу за 25 січня 2016. Процитовано 11 лютого 2016.
32. ↑  filmmusicreporter (3 грудня 2015). ‘Bridge of Spies’ Soundtrack Details (англ.). Film Music Reporter. Архів оригіналу за 3 жовтня 2015. Процитовано 16 жовтня 2015.
33. ↑  Thomas Newman ‎– Bridge Of Spies (англ.). Discogs. Архів оригіналу за 4 серпня 2016. Процитовано 10 лютого 2016.
34. ↑  Bridge of Spies Soundtrack (англ.). Amazon.com, Inc. Процитовано 3 грудня 2015.